# Comin
Comin é um apelido de família da onomástica da língua italiana de origem toponímica (é o gentílico em forma dialetal dos habitantes de Como).
Os Comin´s chegaram ao Brasil em 1877, vindos do Vêneto/ Itália junto a mais quatro famílias: Braggagnolo, Tessari, Dal Bó e Bonatto. Estas cinco famílias fundaram uma pequena vila na serra gaúcha que acabou originando a cidade de Carlos Barbosa. No decorrer do tempo as famílias foram imigrando para Santa Catarina e Paraná. O sobrenome Comin provem da Roma antiga, do nome de família "Cominius" (inclusive é o nome de uma personagem de "Coriolano" de William Shakespeare, que derivou Comini na Itália e, no Vêneto, perdeu o "i" final, tornando-se apenas Comin